# 14041 Дюрренматт
14041 Дюрренматт  (14041 Dürrenmatt) — астероїд головного поясу, відкритий 21 вересня 1995 року.
Тіссеранів параметр щодо Юпітера — 3,574.